# 矢指ヶ浦温泉
矢指ヶ浦温泉（やさしがうらおんせん）は、千葉県旭市（旧国下総国）にある温泉。
温泉認定を受けた温泉宿「矢指ヶ浦温泉館」がある。海岸沿いは県立九十九里自然公園に指定されている。

## 泉質
- 含ヨウ素ナトリウム塩化物泉
  - 源泉温度：21.7℃（浴用加熱実施）
  - 湧出量：毎分42リットル
  - 水素イオン指数（pH）：7.7
  - 源泉の色は若干黄色がかっている
  - 多少の硫黄を含む

## 温泉街
関東地方の東側、九十九里浜に面しており、日本の白砂青松100選、日本の渚百選、房総の魅力500選にも選定された風光明媚な環境に位置する。
近隣には九十九里ビーチライン（千葉県道30号飯岡一宮線）に沿って旭九十九里温泉、八福温泉（天然温泉 旭の湯）、飯岡温泉、飯岡ラジウム温泉など旭市内の温泉地が集中している。
矢指ヶ浦海水浴場をはじめとした海水浴場や別荘地、レジャー施設、マリンリゾートが多く並び、観光地・避暑地となっている。夏場は海水浴客で賑わう。
宿泊施設として温泉認定を受けた老舗の温泉宿「矢指ヶ浦温泉館」がある。

## 歴史
温泉宿「矢指ヶ浦温泉館」は1951年（昭和26年）に開業し、翌年の1952年（昭和27年）に温泉認定を受けた。1948年（昭和23年）に温泉法が制定された後、千葉県で第1号認定の温泉とされている。
その後、高度経済成長期の1970年（昭和45年）、日本交通公社の『全国温泉案内 1300 湯』に掲載されていた千葉県の温泉は15ヵ所、そのなかには「あさひ温泉」が含まれており、旭市内において観光温泉としての温泉地の先駆けとなっている。

## 交通

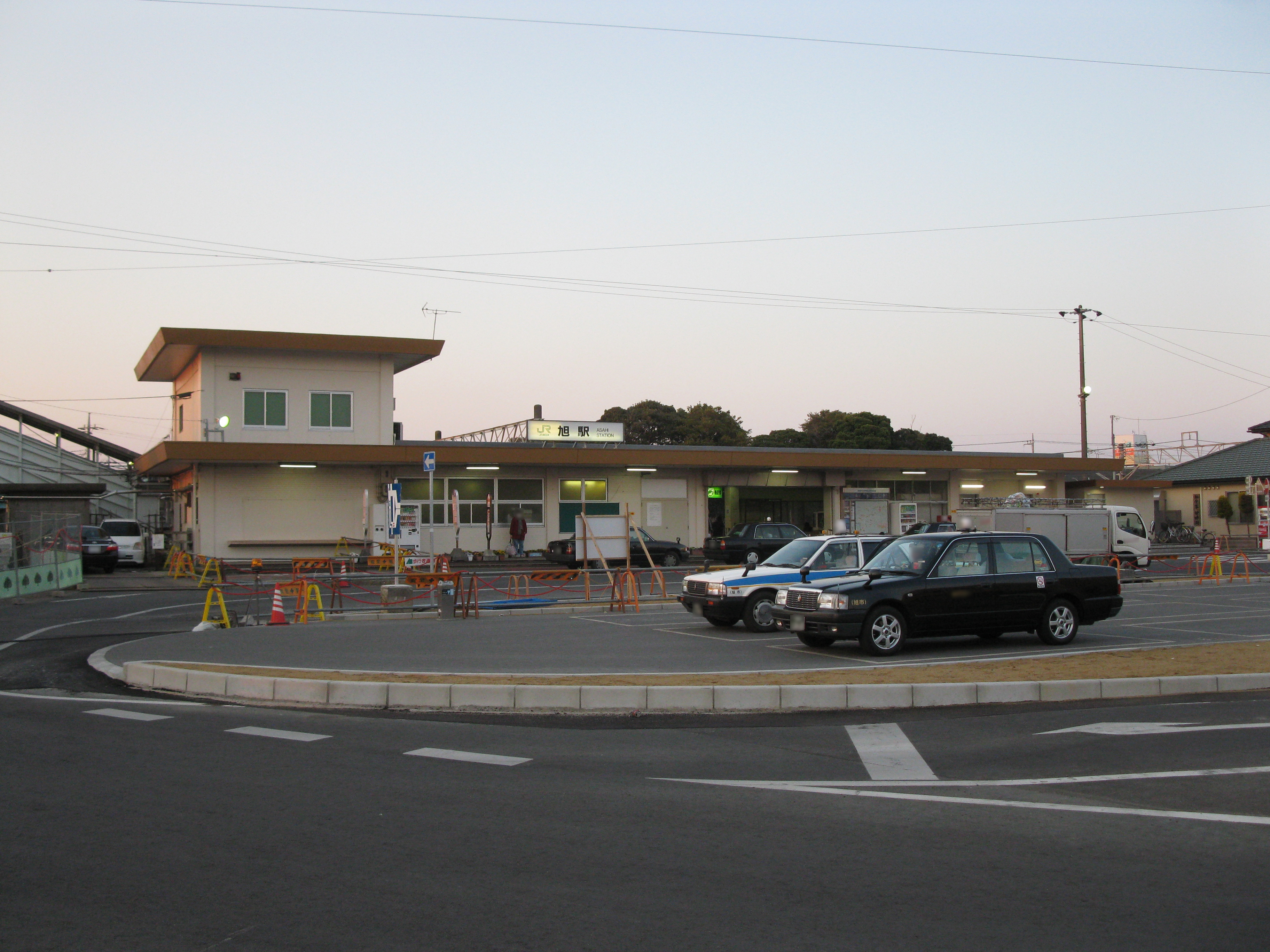
JR東日本 旭駅

### 公共交通機関

#### 鉄道
- JR東日本旭駅より、旭市コミュニティバス「温泉前」下車
  - ■ 総武本線

#### 高速バス
- 犬吠号（旭ルート）： 東京駅 - 干潟・旭・旭中央病院東 - 海上・飯岡・銚子駅・犬吠埼 （千葉交通、京成バス）
- 銚子 - 千葉・幕張線： 免許センター・海浜幕張駅・千葉中央駅・千葉駅 - 干潟駅前・旭・海上・飯岡・陣屋町 （千葉交通） ※平日1往復

#### コミュニティバス
- 旭地区循環：旭中央病院 - 旭駅 - 中谷里大城内 - 椎名内仲町 - 神宮寺浜 - 井戸野並木 - 香取住宅 - 干潟駅 - 温泉前 - 旭駅 - 旭中央病院

### 自動車
- 高速道路
  - 銚子連絡道路「松尾横芝インターチェンジ」
- 一般道路
  - 九十九里ビーチライン（千葉県道30号飯岡一宮線）
- 駐車場
  - 海水浴場周辺や施設に駐車場有

## 周辺情報

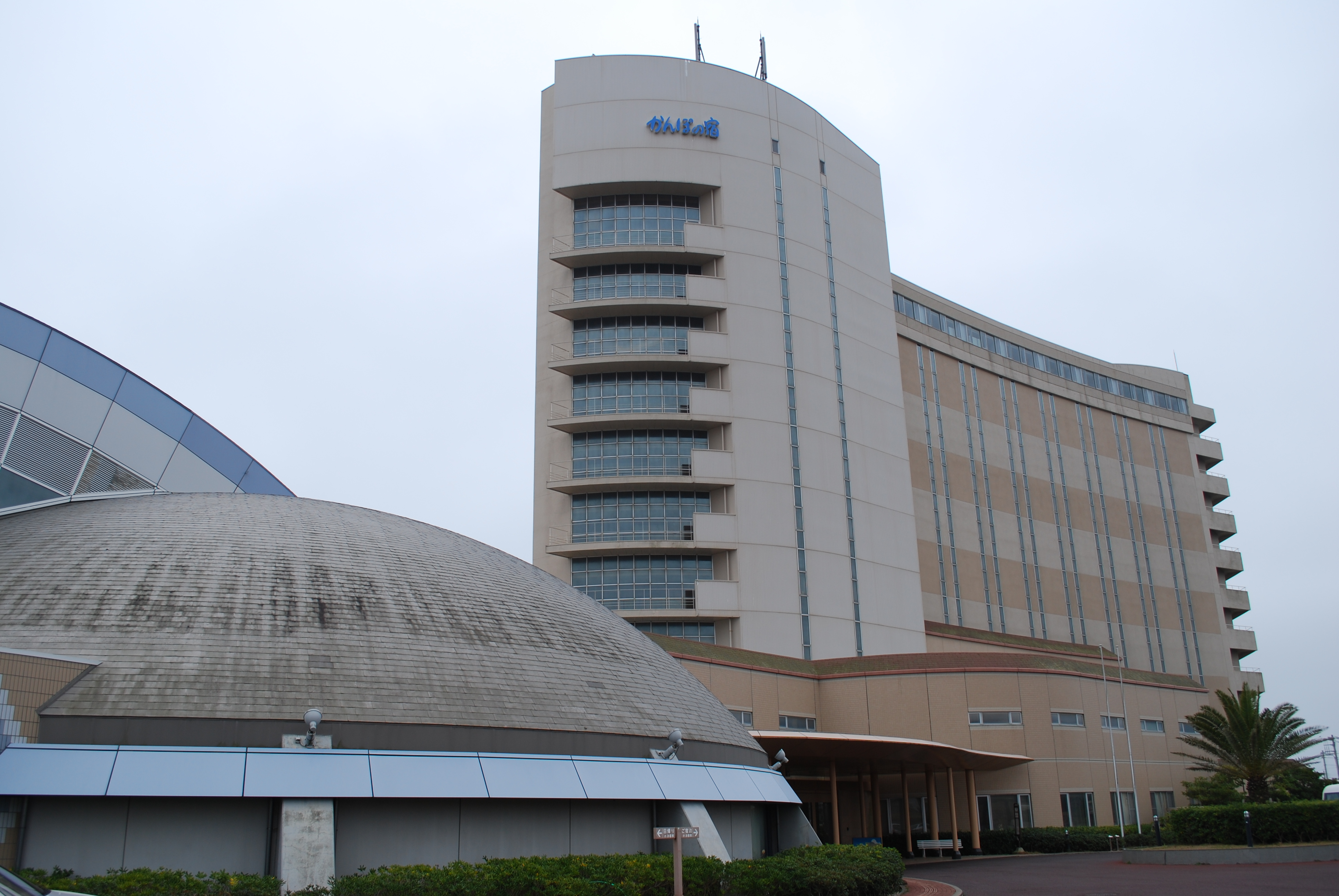
亀の井ホテル九十九里（旭九十九里温泉）

### 近隣の温泉地
- 旭市
  - 旭九十九里温泉
  - 八福温泉
  - 飯岡温泉
    - 飯岡ラジウム温泉
- 銚子市
  - 犬吠埼温泉
    - 潮の湯温泉
    - 屏風ヶ浦温泉